# 瀟水
瀟水（しょうすい、Xiao River、簡体字: 潇水、拼音: Xiāo shuǐ）は、中華人民共和国湖南省を流れる湘江の支流。湘江の上流部で合流する大きな支流で、古くは「営水」といった。瀟水と湘江の流域の風景は「瀟湘八景」と呼ばれ書画の題材とされてきた。
瀟水は湖南省藍山県野豬山の南麓に源流がある。藍山県、江華ヤオ族自治県、江永県、道県、双牌県、零陵区を経て流れ、永州市の蘋島（萍島）で湘江に合流する。全長は354キロメートル、流域面積は12,099平方キロメートル。主な水利施設に、涔天河ダム、双牌ダムがあり、落差の大きさと流量の多さを生かして水力発電などを行っている。
瀟水は区域によって呼称が変わる。
- 深水：藍山県の県内では、25kmほどの間の区間で「深水」と呼ばれる。
- 大橋河：碼市より上流では大橋河と呼ばれる。
- 馮河：碼市から水口鎮の間では馮河と呼ばれる。
- 東河：水口鎮から沱江鎮までの間では東河と呼ばれる。
- 沱江：沱江鎮から道江鎮までの区間では沱江と呼ばれる。
- 道江鎮から下流ではじめて瀟水と呼ばれる。ただし、青口から双牌までの区間では瀧河という別名がある。